# Дараселия, Феофан Абрамович
Феофан Абрамович Дараселия (1916, Зугдидский уезд, Кутаисская губерния, Российская империя — неизвестно, Зугдидский район, Грузинская ССР) — звеньевой колхоза «Колхида» Зугдидского района, Грузинская ССР. Герой Социалистического Труда (1949).

## Биография
Родился в 1906 году в крестьянской семье в одном из сельских населённых пунктов Зугдидского уезда. После окончания местной начальной школы трудился в личном сельском хозяйстве. Во время коллективизации вступил в колхоз «Колхида» Зугдидского района, председателем которого с 1940-х годов был Калистрат Михайлович Шерозия. За выдающиеся трудовые достижения и участие в оборонительных мероприятиях в годы Великой Отечественной войны был награждён медалью «За оборону Кавказа». В послевоенное время — звеньевой полеводческого звена в этом же колхозе.
В 1948 году звено под его руководством собрало в среднем с каждого гектара по 88,7 центнера кукурузы на участке площадью 10 гектаров. Указом Президиума Верховного Совета СССР от 5 мая 1949 года удостоен звания Героя Социалистического Труда за «получение высоких урожаев кукурузы и пшеницы в 1948 году» с вручением ордена Ленина и золотой медали «Серп и Молот» (№ 3535).
После выхода на пенсию проживал в Зугдидском районе (сегодня — Зугдидский муниципалитет). Дата смерти не установлена.
Награды
- Герой Социалистического Труда
- Орден Ленина
- Медаль «За оборону Кавказа» (01.05.1944)